# گوری سوخته
گوری سوخته (به لاتین: Gowri Sukhteh) یک منطقهٔ مسکونی در افغانستان است که در ولایت بغلان واقع شده‌است.